# Kalifornia
Kalifornia (bra: Kalifornia - Uma Jornada ao Inferno; prt: Kalifornia) é um filme estadunidense de 1993, dos gêneros drama e suspense, dirigido por Dominic Sena.

## Sinopse
Um escritor e sua namorada decidem visitar locais onde crimes famosos foram cometidos. Para dividir os custos, aceitam levar junto outro casal. O que eles não sabem é que o rapaz é um psicopata assassino.

## Elenco
- Brad Pitt .... Early Grayce
- Juliette Lewis .... Adele Corners
- David Duchovny .... Brian Kessler
- Michelle Forbes .... Carrie Laughlin
- John Zarchen .... Peter
- David Rose .... Eric
- Patricia Sill .... Carol
- David Milford .... motorista
- Catherine Larson .... adolescente